# 鄧文啓
鄧文啓（越南语：／；1794年—1831年3月31日），越南阮朝官員。

## 生平
鄧文啓是北寧省順安府文江縣弄亭社（今屬興安省文林縣大同社大慈村）人，西山朝景盛二年（1794年）出生。阮朝明命六年（1825年），參加昇隆場鄉試，考中鄉貢。次年（1826年），會試考中第一名會元，庭試考中進士。明命九年（1828年），以郎中身份充任如清乙副使，出使清朝。回國後，因採買物資不合，被革職。明命十一年（1830年）八月，派往如東效力，隨衛尉段愈、內閣修撰陶致富前往呂宋公幹，但因風浪阻隔，陶致富一行人改派南下，去江流坡（今雅加達）公幹。次年二月十八日（1831年3月31日），鄧文啓在公幹路上去世。五月，阮廷追贈他為員外郎。

## 文學
鄧文啓著有《華程略記》一書。